# Tillandsia buchlohii
Tillandsia buchlohii är en gräsväxtart som beskrevs av Werner Rauh. Tillandsia buchlohii ingår i släktet Tillandsia och familjen Bromeliaceae. Inga underarter finns listade i Catalogue of Life.